# Középpontos ötszögszámok
A középpontos ötszögszámok a figurális számokon belül a középpontos sokszögszámokhoz tartoznak; olyan alakzatokat jellemeznek, ahol a középpontban egy pont van, és azt ötszög alakú pontrétegek veszik körül. Az alábbi ábra szemlélteti a középpontos ötszögszámok generálását. Minden lépésben a kék pontok mutatják a már meglévő pontokat, az új pontok pedig pirosak:
Az n. középpontos ötszögszám képlete a következő:
{\displaystyle {{5n^{2}+5n+2} \over 2}.}
Az első néhány középpontos ötszögszám a következő:
1, 6, 16, 31, 51, 76, 106, 141, 181, 226, 276, 331, 391, 456, 526, 601, 681, 766, 856, 951, 1051, 1156, 1266, 1381, 1501, 1626, 1756, 1891, 2031, 2176, 2326, 2481, 2641, 2806, 2976 (A005891 sorozat az OEIS-ben).
A középpontos ötszögszámok paritása a páros-páros-páratlan-páratlan mintát követi, tízes számrendszerben az utolsó számjegy pedig a 6-6-1-1 mintázatot.

## Középpontos ötszögprímek
A középpontos ötszögprímek azok a prímszámok, amelyek középpontos ötszögszámok.
Az alábbi felsorolás az első néhány ilyen prímet mutatja:
31, 181, 331, 601, 1051, 1381, 3331, 4951, 5641, 5881, 9151, … (A145838 sorozat az OEIS-ben)